# Dipartimento del Circeo
Il dipartimento del Circeo fu un dipartimento della Repubblica Romana, esistito dal 1798 al 1799. Prendeva il nome dal promontorio del Circeo e aveva per capoluogo Anagni.

## Territorio
Il dipartimento del Circeo insisteva sulla parte più meridionale del Lazio, a nord della Terra di Lavoro che apparteneva al Regno di Napoli. Conservava inoltre, in territorio napoletano, l'exclave di Pontecorvo. Confinava a est con il Regno di Napoli, a nord e a ovest con il dipartimento del Tevere, a sud con il mar Tirreno.

## Storia
Il dipartimento del Circeo seguì le sorti dell'effimera repubblica giacobina proclamata a Roma nel 1798. La caduta del regime repubblicano l'anno seguente condusse al ripristino delle istituzioni pontificie. Nel 1809, nonostante l'occupazione napoleonica dello Stato Ecclesiastico e la sua annessione all'Impero francese, il Circeo non fu ricostituito e il territorio corrispondente entrò a far parte del dipartimento del Tevere (poi dipartimento di Roma). I distretti preesistenti furono sostituiti da due arrondissement con capoluogo rispettivamente a Frosinone e a Velletri.

## Suddivisione amministrativa
L'ultimo riparto amministrativo del Circeo, definito il 26 fiorile anno VI, prevedeva la suddivisione del dipartimento in 3 distretti e 18 cantoni.
| Dipartimento | Capoluogo | Distretto | Cantoni                                                       |
| ------------ | --------- | --------- | ------------------------------------------------------------- |
| Circeo       | Anagni    | Anagni    | Affile, Anagni, Ferentino, Guarcino, Paliano, Segni           |
| Circeo       | Anagni    | Sezze     | Cori, Piperno, Sermoneta, Sezze, Terracina                    |
| Circeo       | Anagni    | Veroli    | Alatri, Ceccano, Ceprano, Frosinone, Pofi, Pontecorvo, Veroli |